# Philippe Najib Boulos
Pour les articles homonymes, voir Boulos.
Philippe Najib Boulos est un juriste et homme politique libanais, né en 1902 et décédé en 1979 à Beyrouth. Nommé sept fois ministre et élu trois fois député, il est un membre actif de la vie politique libanaise de 1941 à sa mort.

## Vie personnelle
Philippe Boulos, né en 1902 à Beyrouth, est le fils de Najib Boulos et Abla Hayek et le frère d'Hortense Boulos. Originaire du Koura (Liban nord) il poursuit des études de droit à l'Université Saint-Joseph de Beyrouth. En 1923, il obtient sa licence à l'École Française de droit avec la mention très bien. En 1931, Il épouse Julie Tamer, avec qui il a quatre enfants : Najib, May, Nadim et Samia.
Nommé magistrat en 1923, il devient président de la cour d'appel jusqu'en 1940 et se consacre ensuite à la pratique d'avocat.
Nommé pour la première fois ministre en 1940 et élu pour la première fois député en 1951, il occupera de nombreux postes ministériels et sera plusieurs fois élu député. Il décède en 1979 et est enterré dans son village de Kfarakka.

## Vie Politique[2],[3]

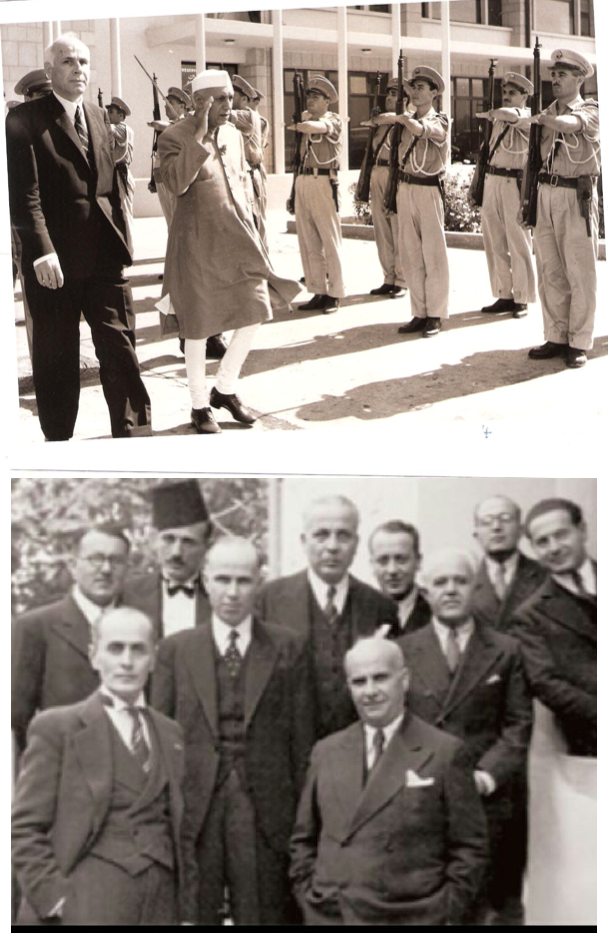
Philippe Boulos avec Nehru en 1962 (haut) et avec le gouvernement de 1941(bas)

Sous la présidence d'Alfred Naccache il est nommé : Ministre de l'Éducation nationale en 1940 puis vice-président du Conseil des ministres et ministre de la Justice en 1941 puis ministre des Affaires étrangères et des Travaux publics en 1942.
Sous la présidence de Béchara el-Khoury, il est élu député du Liban Nord et nommé vice-président du Conseil des ministres et ministre des Travaux publics en 1951. En 1952, il est élu vice-président de la chambre des députés.
Sous la présidence de Fouad Chéhab il est nommé : Gouverneur de la ville de Beyrouth en 1959 puis élu député du Koura en 1960. Il est ensuite nommé vice-président du Conseil des ministres et ministre de la Justice et de l'Économie nationale en 1961 puis ministre de l'Information, de l'Orientation et du Tourisme de 1961 à 1964. Il est réélu député du Koura en 1964.
Il collabore avec deux hauts magistrats à la rédaction du code pénal libanais qui est promulgué par décret-loi en 1941 et qui est toujours en vigueur aujourd'hui. Il est membre de la Commission Internationale de Juristes (Genève) et régulièrement représente le Liban à plusieurs conférences internationales de parlementaires.

## Détail des fonctions et mandats[6],[7]
- 1940: Ministre de l'Éducation nationale
- 1941: Vice-président du Conseil des ministres, Ministre de la Justice
- 1942: Ministre des Affaires étrangères et des Travaux publics
- 1951: Député du Liban Nord, Vice-président du conseil des ministres, Ministre des Travaux publics
- 1952: Vice-président de la chambre des députés
- 1960: Administrateur de la ville de Beyrouth, Député du Koura
- 1961: Vice-président du conseil des ministres, Ministre de la Justice et de l'Économie nationale
- 1961-1964: Ministre de l'Information, de l'Orientation et du Tourisme
- 1964: Député du Koura